# Чудеса и приключения
«Чудеса и Приключения» — российский издательский дом и одноимённый литературно-художественный журнал приключений, путешествий, научных гипотез и фантастики. Выпускается с 1991 года, распространяется по всей России, в странах СНГ и дальнего зарубежья. Основатель журнала — публицист и общественный деятель Василий Захарченко. Журнал рассчитан на широкую аудиторию.
Главный редактор журнала — Геннадий Мальцев. Формат — А5, объём — 96 стр., печать — полноцветная, тираж — 6,5 тыс. экземпляров, выходит 12 раз в год. Награды: Знак отличия «Золотой фонд прессы», Диплом победителя Всероссийского конкурса «Кентавр».
Журнал выпускается Издательским домом «Чудеса и приключения», который является частью Издательского дома «Экономическая газета».
«Тёмные аллеи» — новый журнал ИД «Чудеса и приключения». Проект запущен в 2018 году. Издаётся 1 раз в 2 месяца, 6 номеров в год. Это историко-художественный и литературный журнал. Необычно об известном, новый взгляд на устоявшиеся события, явления и факты, а также публикация отрывков из малоизвестных дневников и мемуаров известных исторических личностей и людей из мира культуры и искусства, — вот что составляет основной круг тем нового журнала.
«Чудеса и Приключения — детям» — специализированный детский ежемесячный журнал. Основная аудитория — учащиеся начальной школы и их родители. Существующий лишь на страницах этого журнала мальчик, которого зовут ЧИП, вместе со своими друзьями ведёт постоянные рубрики: «Секреты русского языка», «Четыре лапы», «Познаем Россию», «Книга современника» и другие.